# Bouteloua juncea
Bouteloua juncea är en gräsart som först beskrevs av Ambroise Marie François Joseph Palisot de Beauvois, och fick sitt nu gällande namn av Albert Spear Hitchcock. Bouteloua juncea ingår i släktet Bouteloua och familjen gräs. Inga underarter finns listade i Catalogue of Life.